# سروده‌های بلریاند
سروده‌های بلریاند (انگلیسی: The Lays of Beleriand) منتشر شده در سال ۱۹۸۵، سومین جلد از مجموعه کتاب‌های ۱۲ جلدی تاریخ سرزمین میانه نوشتهٔ کریستوفر تالکین است، که در آن او نسخه‌های خطی منتشرنشده پدرش، جی. آر. آر. تالکین را تجزیه و تحلیل می‌کند.